# Assassin's Creed
Assassin's Creed es una serie de videojuegos, historietas, libros, y cortos de ficción histórica. Los videojuegos son de acción-aventura, sigilo y de mundo abierto o lineal. Se diferencian en videojuegos principales y spin-offs. Han sido publicados para plataformas como Xbox 360, Xbox One, Xbox Series X|S, Microsoft Windows (Versiones XP, Vista, 7, 8, 8.1, 10 y 11), Mac OS X, Nintendo DS, Nintendo Switch, Wii U, PlayStation Portable, PlayStation 3, PlayStation 4, PlayStation 5, PlayStation Vita, iOS, webOS HP, Android, IPhone, Nokia Symbian y Windows Phone.
Los juegos principales de la franquicia han sido desarrollados por Ubisoft Montreal (modo de un solo jugador) y Ubisoft Annecy (modo multijugador) y los títulos portátiles por Ubisoft Blue Byte, Gameloft y Gryptonite Studios, con Ubisoft Montreal como desarrollador adicional y supervisor. La serie ha sido muy bien recibida por el público y la crítica; Ha vendido más de 155 millones de copias hasta octubre de 2020. La serie está inspirada en la novela "Alamut" del escritor esloveno Vladimir Bartol, y es considerada por algunos como el sucesor espiritual de la serie Prince of Persia.

## Historia

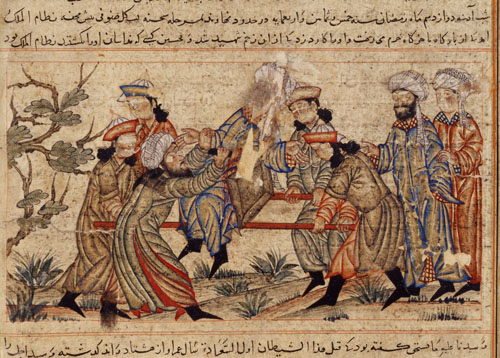
Pintura del sobre el asesinato de Nizam al-Mulk por un hashshashin.

La saga Assassin’s Creed transcurre durante el año 2012 y cuenta con Desmond Miles como protagonista principal. Miles es el último descendiente de un extenso linaje perteneciente a la milenaria Hermandad de los hashshashin o asesinos. Pero a pesar de haber sido educado como uno más de la hermandad, Miles decide abandonarla en pos de una vida tranquila y normal como encargado de la barra de un bar. No obstante, la mega corporación Abstergo Industries, que no es otra cosa que la encarnación moderna de la legendaria Orden de los Caballeros Templarios, conoce el secreto de Miles y decide secuestrarlo. El objetivo de Abstergo Industries es obligar a Miles a usar un dispositivo denominado Animus, el cual le permite tener acceso a sus recuerdos ancestrales a través de su ADN. Con ello, Abstergo pretende desenterrar la localización de unos poderosos artefactos denominados Fragmentos del Edén, los cuales les otorgarían un poder ilimitado con el cual dominar el mundo y cambiar su destino. Pero en el último momento, Miles es rescatado por unos miembros de la encarnación moderna de la Hermandad de los Asesinos, y llevado a un lugar seguro. Desmond acepta colaborar con la Hermandad usando su propia versión del Animus, el Animus 2.0, con el fin de localizar los Fragmentos del Edén antes que Abstergo Industries.
Es importante destacar que, como efecto secundario del uso del Animus, Miles adquiere habilidades de los sujetos cuyas experiencias revive, si bien también sufrirá de ciertos trastornos de personalidad y múltiples y confusos recuerdos en su memoria. En el primer Assassin's Creed, Miles accede a la memoria ancestral de uno de sus más ilustres antepasados: el Maestro Asesino de la Tercera Cruzada, el sirio Altaïr Ibn-La'Ahad, quien curiosamente resulta en un principio caído en desgracia y repudiado por haber provocado, por su arrogancia, el fracaso de una misión en la que murieron varios de sus hermanos Asesinos. Por su parte, en Assassin's Creed II Miles revive las experiencias de Ezio Auditore da Firenze, un Asesino italiano del Renacimiento.
Ambos toman contacto con un Fragmento del Edén denominado como El Fruto, o Manzana del Edén. No obstante, durante las experiencias de Ezio, Miles descubre la existencia de más Fragmentos del Edén. Y es precisamente durante las aventuras protagonizadas por Miles/Ezio cuando tomamos contacto con una de las grandes revelaciones de la saga Assassin's Creed: el fin del mundo previsto para el año 2012. Precisamente el año en el que transcurre el prólogo del primer Assassin's Creed, y donde transcurre también la otra asentada vida de Desmond Miles/Ezio Auditore tiene conocimiento de estos datos por varias vías. Por un lado, esta profecía es mencionada por un usuario anterior del Animus al que se le conoce únicamente como Sujeto 16. Y por otro lado, esta profecía también es relatada por unas figuras holográficas pertenecientes a una especie que precedió en la Tierra a la raza humana. Estas figuras, que se hacen llamar a sí mismas como "La Primera Civilización" o "Los Precursores", responden a los nombres de Minerva, Juno y Júpiter, y son los creadores de los Fragmentos del Edén.
Estos seres, y particularmente Minerva, le hablan directamente a Desmond a través de Ezio, quien se da cuenta de que no es más que un mero conducto para Desmond. Ezio también es consciente que las respuestas que él busca en su época serán reveladas a Desmond en 2012. Sea como fuere, Minerva, Juno y Júpiter desvelan que su especie fue la creadora original de la raza humana, y que los Fragmentos del Edén fueron creados en su gran mayoría para controlar y esclavizar a los humanos gracias a sus poderes de sugestión y control mental. No obstante los humanos acabaron rebelándose contra sus creadores, en un conflicto provocado en su origen por el robo de uno de los Fragmentos del Edén, El Fruto/Manzana del Edén, perpetrado por dos humanos que respondían el nombre de Adán y Eva y que no se veían afectados por los efectos de Los Fragmentos del Edén. Pero algo estuvo a punto de aniquilar a ambas razas de un solo golpe. Efectivamente, se trató de una masiva erupción solar (a la que también se la conoce como la Catástrofe o Evento de Toba) la cual diezmó a los humanos y a la Primera Civilización, y destruyó por completo su cultura e infraestructura. Minerva, Juno y Júpiter revelan que fracasaron al intentar predecir y responder a este cataclismo, habiendo transferido posibles soluciones a una cámara central situada en Nueva York, procedentes de otras cámaras diseminadas por el planeta.
Tras la catástrofe, los pocos humanos y miembros de "Los Precursores" que quedaron pactaron una tregua y decidieron trabajar juntos para intentar restablecer el orden y la civilización. Por desgracia los miembros de la Primera Civilización eran cada vez menos. Y tras ser conscientes que su extinción se acercaba, decidieron aparearse con los humanos con el fin de que su sangre perviviera.
La solución no funcionó y la raza acabó por extinguirse, mientras que las diferentes eras geológicas borraron de manera natural todo rastro de su paso por la Tierra. De este modo, los humanos se quedaron completamente solos en la Tierra como raza dominante. Sea como fuere, esta medida de apareamiento interespecies tuvo como consecuencia la creación de una línea de sangre muy especial, que dio lugar a un grupo de sujetos híbridos que contaban con habilidades especiales gracias a la mezcla de sangre humana y de "Los Precursores". Como era de esperar, tanto Ezio como Altaïr son portadores de esta línea de sangre (y Desmond también, dado que en su persona se representa la unificación de Ezio y Altaïr). Y como híbridos, tanto Ezio como Altaïr tienen acceso a un sexto sentido que en el juego es representado como la Vista de Águila.

## Videojuegos principales

### Assassin's Creed (2007)
La historia gira en torno al conflicto entre dos "facciones" que lucharon entre sí durante cientos de años, pero la narración del juego comienza en las cruzadas del siglo XII.
Por un lado están los templarios, que en apariencia son una de las muchas órdenes que luchan junto a los cristianos en la Cruzada, pero su objetivo es conseguir el llamado Fruto del Edén, un artefacto antiguo con el cual pretenden apoderarse de las mentes de todas las personas y obtener una sociedad civilizada, que viva en paz, pero sin voluntades. Su maestro era Roberto de Sable, antes de que lo asesinaran.
Oponiéndose a ellos están los Asesinos o Assassins, terroristas benévolos cuyo objetivo original era mantener la paz en el mundo, asesinando a los hombres con poder que la impedían. Durante el primer juego, su base principal estaba establecida en la fortaleza de Masyaf y su Gran Maestro era un sabio anciano llamado Al-Mualim. Este grupo trabajaba inicialmente haciendo asesinatos políticos calculados para mantener la paz en la región de forma discreta, o con un gran espectáculo público (cuando el mensaje debía ser masivo). Para ellos, mantener la paz implicaba hacer algunos "sacrificios", pero se regían bajo tres leyes estrictas:
- Aparta tu hoja de la carne del inocente: Un Asesino tiene totalmente prohibido matar a gente inocente por simple diversión, solo puede matar a quien es culpable pero siempre como último recurso.
- Camúflate entre la gente y confúndete con la multitud: Nunca debes enfrentarte al enemigo cara a cara, debes ser sigiloso y no ser visto por nadie.
- Nunca comprometas a la Hermandad: Ninguno de tus actos deben tener consecuencias directas ni indirectas a la Hermandad.

En esta entrega del juego, la trama se desarrolla en las ciudades de Damasco, Acre y Jerusalén donde el protagonista, Altaïr Ibn-La'Ahad el más audaz, rápido, sabio y poderoso asesino de todos los tiempos, deberá asesinar a nueve objetivos históricos para recuperar su rango en la orden y recuperar su honor, dichos objetivos se presentan como malvados Templarios y Hospitalarios: Tamir Bin Musa, Garnier de Naplouse, Talal, Abu'l Nuqoud, Guillermo de Montferrato, Majd Addin, Sibrand, Jubair Al Hakim y Robert de Sablé.
Con el transcurso de los primeros juegos se muestra cómo el objetivo de la Hermandad se refina, pasando de "mantener la paz a cualquier coste", a "proteger el libre albedrío de los hombres, enseñar en vez de dominar, y con paciencia esperar una evolución en la sociedad" e indirectamente "Evita que los Templarios logren todos sus objetivos".

### Assassin's Creed II (2009)
Esta entrega está ambientada en el Renacimiento. Parte con un nuevo personaje llamado Ezio Auditore Da Firenze, un joven de clase acomodada de la sociedad de la República de Florencia. Ezio se ve envuelto en una lucha ancestral que él ni siquiera sabía que existía, al ser testigo de la ejecución de su padre y de sus dos hermanos, a causa de una conspiración de los templarios. Es acusado de traición y se ve obligado a abandonar Florencia con ayuda de Paola (jefa de las cortesanas de Florencia). Logra escapar por poco y viaja a Monteriggioni, donde es atacado por su mayor enemigo de su infancia y adolescencia: Vieri de Pazzi, hijo de Francesco de Pazzi. En esta emboscada, él, su madre y su hermana sobreviven gracias a la ayuda de un desconocido, quien después de una pequeña conversación, confiesa ser el tío de Ezio, Mario Auditore (maestro de los asesinos de Italia y jefe del gremio de mercenarios de la Toscana). Este entrena a Ezio en el arte del asesinato mientras le cuenta la historia de los asesinos y de su padre, quien era un banquero, pero a su vez un miembro de la hermandad, que mantuvo alianzas con la familia más importante de Florencia hasta el momento; los Médici. Tal alianza sería reforzada por Ezio meses después. Tras unos días de arduo enfrentamiento entre Ezio y su tío sobre el tema de quedarse en Italia para proseguir la lucha de su padre o irse a España huyendo de los templarios, Ezio decide quedarse y asentarse en la Villa Auditore en Monterrigioni. Es en ese momento cuando Ezio y su tío invaden San Gimignano, en donde Ezio mata a Vieri y se va enterando de la conspiración que cobró la vida de su padre y sus dos hermanos. Así, Ezio pasa el resto del juego asesinando a todos los templarios que salen en una lista que arrebató al ya muerto Vieri de Pazzi, pasando por Forli, Venecia, el resto de la Toscana y conociendo a mucha gente influyente que lo ayudarán a vengarse hasta el punto en el que derrote a Rodrigo Borgia (gran maestro de la orden de los templarios). Después de vencer a Rodrigo, el asesino ingresa en una cámara, escondida en el Vaticano, para desvelar los secretos que la sociedad tenía que transmitir, pero no a Ezio, sino a Desmond.
Entre los personajes históricos con los cuales Ezio interactúa encontramos a Leonardo da Vinci, Nicolás Maquiavelo, Lorenzo de Médici y Catalina Sforza, entre otros.

### Assassin's Creed: Brotherhood (2010)

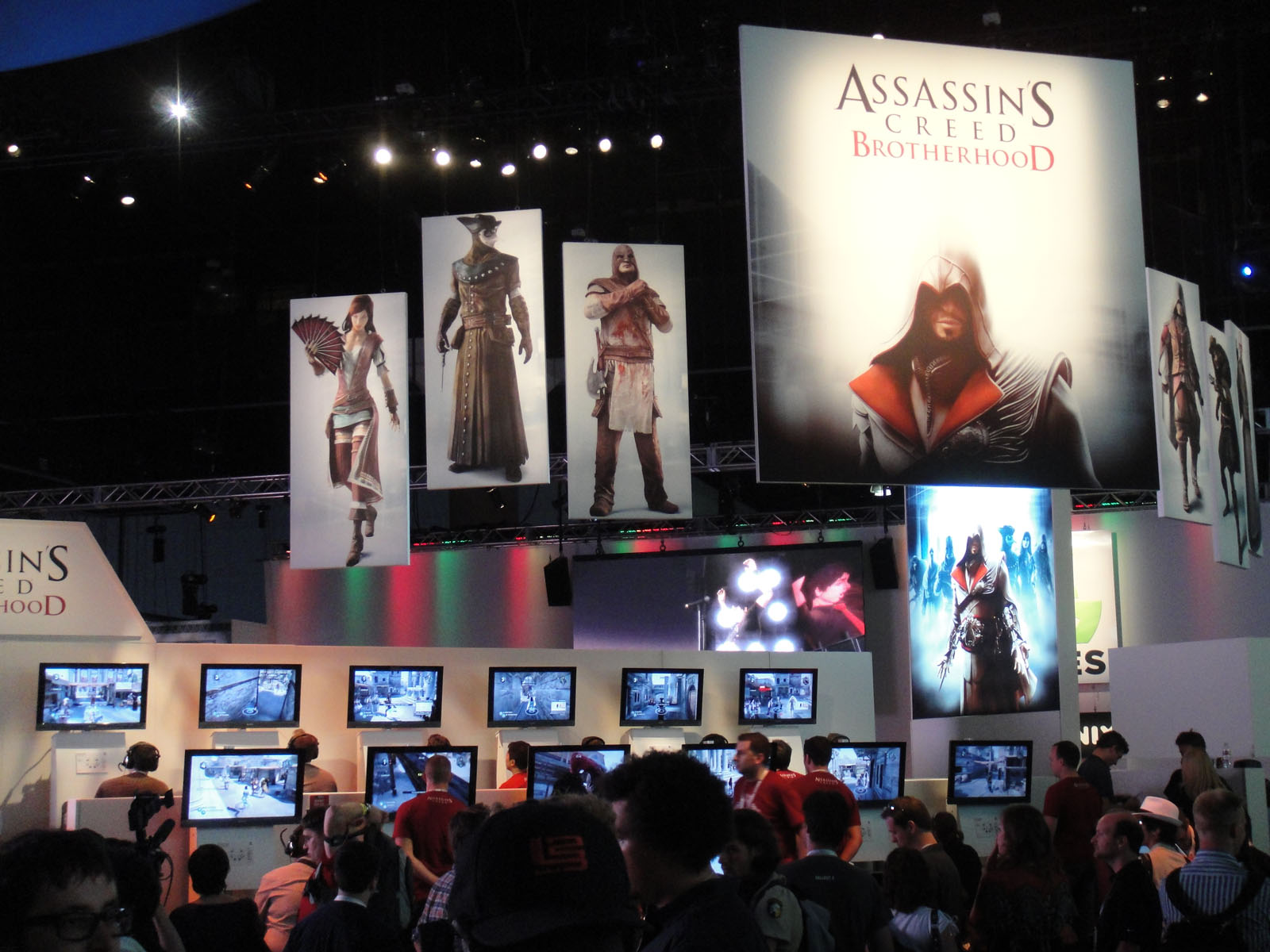
Promoción de Assassin's Creed Brotherhood durante la E3 de 2010

La historia de Ezio Auditore continúa en 1499, donde él sale de la Bóveda, confundido por lo que vio en el interior. Escapa de Roma con su tío Mario Auditore y llega a Monteriggioni. Una vez en casa, Ezio es consolado por la posibilidad de que su venganza personal y sus días como un asesino han terminado. Pero Monteriggioni es atacada por Los Borgia quienes, además de matar a su tío Mario y secuestrar a Caterina Sforza (una aliada que Ezio conoce en AC II), roban El Fruto del Edén. Ezio se ve obligado a volver al trabajo después de sanar las heridas de combate. Un maestro asesino legendario como él luchará contra la poderosa orden de los Templarios. Su viaje le llevará a la ciudad de Roma, la cual está bajo el poder de los Borgia, que tiene como objetivo matar al responsable de la muerte de su tío Mario Auditore: César Borgia; recuperar el Fruto del Edén y terminar con el régimen de los Borgia. Allí tendrá que reclutar a muchos aprendices para que lo ayuden en su Hermandad, tendrá que liberar diferentes distritos de los capitanes Borgia y abrir los negocios. Su objetivo será eliminar a toda la familia Borgia, recuperar El Fruto del Edén y liberar Roma.

### Assassin's Creed: Revelations (2011)
El juego continúa la historia de Desmond desde los eventos de Assassin's Creed: Brotherhood, donde él entra otra vez al Animus en una forma segura conocida como Black Rooms.
Ezio Auditore, ya en avanzada edad pero con mucha más sabiduría y maestría, parte de Roma en un viaje al origen de la orden de los Asesinos (Masyaf) y del maestro asesino, Altaïr, para encontrar los secretos que este dejó ocultos. Estos secretos están escondidos en una biblioteca cerrada con 5 llaves, de las cuales los templarios poseen una. Será deber de Ezio conseguir las otras 4 llaves que están escondidas en Constantinopla, donde conocerá a Yusuf, jefe de los asesinos de esta ciudad y quien será de gran ayuda para moverse por Constantinopla y conocer los trucos de los asesinos de aquella zona y poder acceder a los secretos de la biblioteca de Altaïr. Para ello, deberá conocer a Sofía Sartor quien le ayudará con libros para encontrar la situación de las llaves, mientras se enfrenta a un poderoso ejército de templarios bizantinos que está asentado en la ciudad, el cual intentará por todos los medios detener la intrusión de Ezio Auditore y derrocar al Imperio otomano.

### Assassin's Creed III (2012)
La historia tiene lugar en la Guerra de Independencia estadounidense, alrededor del año 1750. La guerra entre Asesinos y Templarios ha sido envuelta en la Guerra de independencia estadounidense, en la que los Templarios pretenden incriminar a la Corona británica de la opresión de las Trece Colonias para crear su propia nación templaria, mientras que los Asesinos pretenden detenerlos forjando una versión suya de la nación más liberal. Un joven mestizo llamado Ratonhnhaké:ton (Connor Kenway, hijo del templario Haytham Kenway, nieto del capitán pirata y asesino Edward Kenway) es atraído hacia la lucha contra la tiranía, cuando su pueblo es atacado por colonizadores. A través de la historia del juego, Connor se reunirá con personajes históricos como, George Washington, Benjamin Franklin, Thomas Jefferson, Charles Lee, Israel Putnam, Paul Revere, el marqués de La Fayette, John Pitcairn, y Samuel Adams, entre otros. En este juego muere Desmond después de hacerle caso a una mujer de las primeras civilizaciones; Juno, quien le dice que debe morir para salvar a la Tierra de la tormenta solar. Minerva, otra mujer de la primera civilización, intentó detener a Desmond diciéndole que muriendo salvaría a la Tierra pero liberaría a Juno, quien luego trataría de dominar la Tierra, pero Desmond, no la escucha, salva a la Tierra pero muere y libera a Juno.

### Assassin's Creed IV: Black Flag (2013)
Las muestras tomadas del cuerpo de Desmond Miles después de su muerte han permitido a Abstergo Industries seguir explorando sus memorias genéticas utilizando el Animus y las recién descubiertas habilidades de computación en nube. El personaje anónimo que controla el jugador es contratado por la división de entretenimiento de Abstergo para tamizar a través de los recuerdos de Edward Kenway, un pirata del siglo XVIII, padre de Haytham Kenway y abuelo de Connor Kenway.
Aparentemente, se trata de reunir material para la motorización de una película interactiva del Animus, pero en realidad, Abstergo y los templarios están buscando el Observatorio, una estructura precursora que permite al usuario ver a través de los ojos de un sujeto. Como Kenway, el jugador debe desentrañar una conspiración entre los templarios de alto rango para manipular los imperios británico, español y francés a la localización de El Sabio - posteriormente identificado como Bartholomew Roberts - que es el único hombre que los puede llevar al Observatorio.
En la actualidad, el jugador está en contacto con John, el administrador de tecnologías para la información de Abstergo Entertainment. John convence al jugador que su jefe le está mintiendo, y le anima a investigar con más detalle. Él se encarga que el jugador pueda acceder a la base de datos del Animus, momento en el que Juno se materializa en una forma incorpórea. Ella revela que a pesar de que era necesario abrir el Templo para evitar el desastre, el mundo no estaba preparado para ella, y ella no puede afectar o poseer al jugador como es debido. John es desenmascarado como la forma reencarnada de El Sabio y trata de asesinar al jugador para cubrir el fallido intento de resucitar a Juno, pero es eliminado por la seguridad de Abstergo antes de que lo logre.
Como Roberts, El Sabio confiesa a Kenway que no le debe ninguna lealtad a los asesinos o los templarios y en su lugar utiliza lo que él cree mejor para lograr sus fines. Cuando todo termina, Kenway se retira para vivir con su hija. Años más tarde, aparece una escena final en la cual nos presenta al hijo de Edward Kenway, un chico llamado Haytham Kenway.

### Assassin's Creed: Rogue (2014)
Assassin's Creed: Rogue es un videojuego de acción-aventura y sigilo de ficción histórica, desarrollado y publicado por Ubisoft. Fue lanzado en Norteamérica el 11 de noviembre de 2014, en Australia el 13 de noviembre y para Europa el 14 de noviembre, para las consolas PlayStation 3 y Xbox 360. Fue lanzado para Microsoft Windows el 10 de marzo de 2015.
Es la séptima entrega de la saga Assassin's Creed, y su temática gira en torno a la guerra de los Siete Años (1756-1763) en Norteamérica, incluyendo el Atlántico Norte, el valle del río Apalache y Nueva York.
Está protagonizado por Shay Patrick Cormac, un Asesino traicionado por su hermandad que se une a los Templarios en busca de venganza. Es la secuela de Assassin's Creed IV: Black Flag, y con esta entrega termina la trilogía de la América Colonial.
En el juego aparecen Haytham Kenway y Achilles Davenport, Adéwalé, Charles Dorian, Arno Victor Dorian y Elise de la Serre.
Cronológicamente, es la secuela de Assassin's Creed IV: Black Flag y precuela de Assassin's Creed III. Contiene además referencias de Assassin's Creed: Unity.

### Assassin's Creed: Unity (2014)
Es un juego ambientado en París durante los revueltos tiempos de la Revolución francesa, por primera vez con un modo cooperativo para 4 jugadores que originalmente se lanzaría el 28 de octubre de 2014, pero Ubisoft decidió atrasarlo para afinar detalles y de esta manera salir al mercado conjuntamente con Assassin's Creed Rogue el 13 de noviembre para Europa y el 11 de noviembre para EE. UU., y con su contenido exclusivo más la explosiva misión de la «Revolución química».
Uno de sus cuatro protagonistas se llama Arno Victor Dorian y es, en este personaje, en que se centra la historia principal del videojuego, a la que se añade las misiones cooperativas con otros jugadores, en línea y las múltiples misiones secundarias que añaden variedad, hacen ganar dinero y desbloquear armas, vestuario y complementos que pueden ayudar o no al protagonista en su historia personal, según lo decida el jugador en un París agitado, de mundo completamente abierto y donde la elección de la misión a cumplir es completamente decisión del jugador, desde la historia principal hasta la más simple o complicada misión secundaria.
Con tan sólo ocho años, Arno pierde a su padre y, desde entonces, es adoptado por el padre de Elise, la otra protagonista de la historia principal y posterior interés amoroso de Arno. Se convierte en un joven que se mete en problemas, independiente, ágil, fuerte y rápido y que trae de cabeza a su familia adoptiva. Tras colarse en una fiesta para reencontrarse con Elise, a quien no veía desde pequeño, y después de encontrarse con una Elise muy enigmática, es forzado a salir de la fiesta con un simple "es complicado de explicar", se topa en el patio con el padre de ella, quien fue asesinado por un desconocido que logra huir. Los guardias lo ven junto al cadáver y es culpado del asesinato, acabando Arno en la cárcel donde termina conociendo a un hombre, llamado Pierre Bellec, quien mencionó estar en la hermandad de los asesinos.
En la cárcel es entrenado por el asesino y juntos huyen, aprovechando un ataque a la prisión. Posteriormente lo incluye a Arno en la hermandad de Asesinos, convirtiéndolo, con el tiempo, en un miembro más. Pero las cosas se complican cuando, durante una misión de la hermandad contra los templarios, Arno descubre una pista sobre los verdaderos asesinos de sus seres queridos. Descubriendo una conspiración que mezcla a varios personajes importantes de París incluyendo al mismísimo Rey, la propia Elise y los templarios, decidiendo investigar por su cuenta y riesgo, en busca de redención.
Con el tiempo las pistas que llevarán al asesino de sus seres queridos, guiándolo a una inevitable confrontación con las órdenes de la hermandad y sus creencias. Y descubriendo por el camino, que casi nadie involucrado en su vida es lo que parece, manteniendo dobles vidas.

### Assassin's Creed: Syndicate (2015)

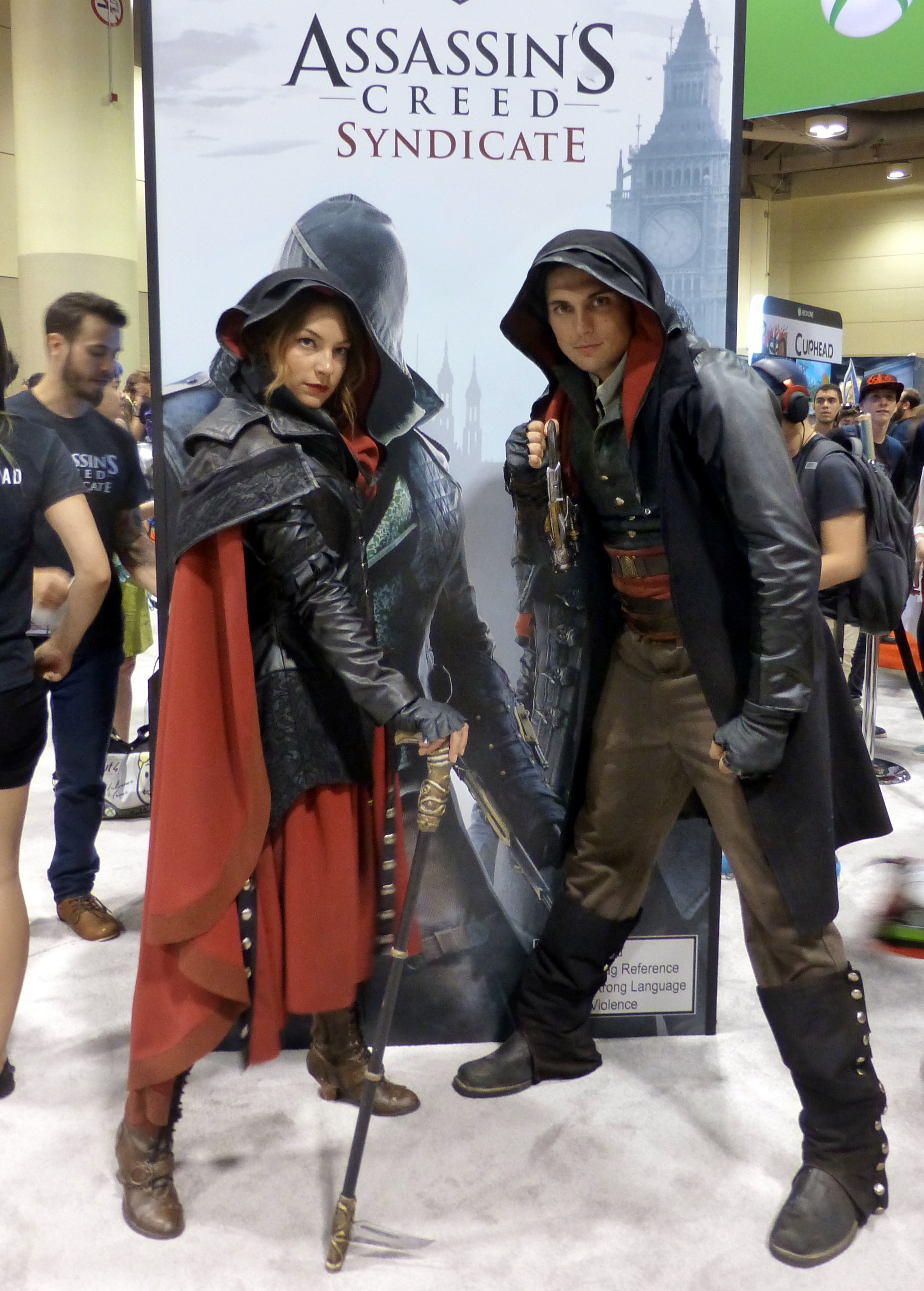
Cosplayers como los protagonistas de Assassin's Creed: Syndicate

En diciembre de 2014 se filtraron información e imágenes de un nuevo juego Assassin's Creed, de nombre en código Victory, el cual fue confirmado posteriormente por Ubisoft. Victory fue editado a finales de 2015 para Microsoft Windows, PlayStation 4 y Xbox One, siendo desarrollado por Ubisoft Quebec. El juego está ambientado en el Londres del siglo XIX durante la época victoriana. Sus protagonistas son dos gemelos, Jacob y Evie Frye, ambos jugables. Estos llegan a Londres en 1868, cuando la Revolución Industrial alcanzó su clímax, trayendo consigo gran cantidad de desigualdad y pobreza en una ciudad controlada por los templarios. Para detener su mandato, los Frye liderarán una organización criminal; con el objetivo de conseguir un ejército y liberar Londres.
En mayo de 2015, Kotaku reveló que Victory fue renombrado a Syndicate. El 12 de mayo de 2015, el juego fue oficialmente anunciado por Ubisoft. Las versiones para PlayStation 4 y Xbox One del juego fueron lanzados el 23 de octubre de 2015, mientras que la versión para Microsoft Windows fue lanzada el 19 de noviembre de 2015.

### Assassin's Creed: Origins (2017)
La décima entrega de Assassin's Creed, Assassin's Creed: Origins, se lanzó el 27 de octubre de 2017, y está basado en el Antiguo Egipto, contando con un nuevo protagonista: Bayek.
Este nuevo título está ambientado en torno al año 49 a. C., con el reinado de Cleopatra VII, en el Antiguo Egipto dominado por la República Romana, ya que en el logo del videojuego aparece el Ojo de Horus, que coincide con el origen de la Hermandad de los Asesinos.
El jugador toma el rol de un Medjay llamado Bayek que protege a la gente del Reino Ptolemaico en un tiempo de disturbios. El faraón, Ptolomeo XIII, lucha por mantener su poder al tiempo que ambiciona con expandirlo. Su hermana, la reciente depuesta Cleopatra, empieza a organizar un contragolpe hacia él, y las frecuentes incursiones de la República Romana bajo el comando de Julio César llevan al temor de una invasión. El objetivo de Bayek como un Medjay es contactarse con las fuerzas secretas manipulando esos eventos y convirtiéndose en uno de los primeros asesinos.

### Assassin's Creed: Odyssey (2018)
La undécima entrega publicada de la saga Assassin's Creed, fue anunciada oficialmente el 1 de junio de 2018 a través de un breve tráiler, con el nombre de Assassin's Creed: Odyssey. Ubisoft informó que el videojuego sería presentado al público durante su conferencia en el E3 2018. Fue lanzado mundialmente para Windows de Microsoft, PlayStation 4, Xbox One, y (solamente en Japón) para Nintendo Switch el 5 de octubre de 2018, la versión de Stadia fue lanzada el 2019. Está ambientado en la Antigua Grecia, durante las Guerras del Peloponeso.
Los jugadores controlan a un mercenario masculino o femenino quien lucha para ambos bandos intentando al mismo tiempo unir a su familia.
La historia transcurre dentro de los años 431 a 422 AC, narra una historia acerca de la guerra del Peloponeso entre Atenas y Esparta, concretamente en la Antigua Grecia, cuna de la civilización occidental. El personaje se enfrentará a una secta extremista y hambrienta de poder que desea unificar Grecia en una sola nación a su imagen, y también a numerosas criaturas mitológicas del folclore griego.

### Assassin's Creed: Valhalla (2020)
Este juego de la saga fue presentado el día 29 de abril de 2020, bajo el nombre de Assassin's Creed: Valhalla. La compañía desarrolladora, Ubisoft, publicó el primer tráiler oficial del videojuego al día siguiente. Desarrollado por Ubisoft Montreal, en conjunto con otros 14 estudios de la compañía, el videojuego está ambientado en la Noruega e Inglaterra del siglo IX, siendo Eivor el protagonista principal, el cual tendrá la complicada misión de liderar su propio clan desde los gélidos páramos de Noruega hasta un nuevo hogar en los exuberantes campos de la Inglaterra del siglo IX. La Inglaterra de la era vikinga era una nación fracturada, plagada de ruines señores feudales y reinos en guerra, pero bajo ese caso yacían tierras ricas e indómitas que aguardaban a que alguien las conquiste. El juego fue lanzado a finales de 2020 en PlayStation 4, PlayStation 5, Xbox One, Xbox Series X/S, Stadia y Microsoft Windows.

### Assassin's Creed: Mirage (2023)
Este juego es una precuela de Assassin's Creed: Valhalla en la trama del pasado que fue lanzado el 5 de octubre en Playstation 4, Playstation 5, Xbox One, Xbox Series X/S, Microsoft Windows y Amazon Luna. En el nos ponemos en la piel de Basim Ibn Ishaq, un Asesino de Bagdad durante la era en la Edad de oro del islam y una de las reencarnaciones del dios nórdico Loki.

### Assassin's Creed: Shadows (2025)
Lanzado el 20 de marzo de 2025 para PlayStation 5, Windows, macOS y Xbox Series X/S. 
En una versión alternativa del Japón del siglo XVI, al final del período Sengoku, se libra una batalla ancestral entre la Hermandad de Asesinos, que lucha por la libertad, y la Orden de los Templarios, que busca imponer la paz mediante el control.
La historia sigue a dos protagonistas: Naoe, una shinobi, y Yasuke, un guerrero negro inspirado en la figura histórica del mismo nombre. Cada uno ofrece un estilo de juego único, permitiendo a los jugadores enfrentar las misiones de distintas maneras.

## Spin-offs

### Assassin's Creed: Altaïr's Chronicles (2008)
Assassin's Creed: Altaïr's Chronicles es un juego diseñado para Nintendo DS y Symbian Mobile. Es una precuela para el juego Assassin's Creed, y fue publicado por Ubisoft y diseñado por Gameloft. Salió a la venta en Estados Unidos el 5 de febrero de 2008. Muestra dos nuevas ciudades, Tiro y Alepo, junto con tres ciudades originales, Jerusalén, Acre y Damasco.
A diferencia del Assassin's Creed, el juego no sucede a través de la perspectiva de Desmond Miles, sino como la de Altaïr Ibn-La'Ahad. Sin embargo, la pantalla del menú sí tiene lugar en el Animus. Una versión con gráficos y gameplay mejorados fue hecha por Ubisoft para iPhone OS, y salió a la venta en la App Store el 23 de abril de 2009. Más tarde se hizo una versión para Android y posteriormente de la mano de Gameloft salió en Windows Phone el 1 de mayo de 2013 con integración y logros en Xbox Live.

### Assassin's Creed: Bloodlines (2009)
Assassin's Creed: Bloodlines es un juego diseñado para PlayStation Portátil que sigue los eventos que sucedieron al primer juego de Assassin's Creed. En Bloodlines, el jugador vuelve a tomar el control del Asesino Altair Ibn-La'Ahad. El modo de juego es muy parecido al del primer juego y explica el vínculo perdido entre Altair, Ezio Auditore de Florencia y Desmond Miles.

### Assassin's Creed II: Discovery (2009)
Assassin's Creed II: Discovery es un videojuego que forma parte de la serie Assassin's Creed.
El fallecido presidente de Apple Inc. Steve Jobs reveló el desarrollo del juego en su discurso de keynote el 9 de septiembre de 2009. El juego salió a la venta para Nintendo DS y iPhone OS. Similar a Altair's Chronicles, el título anterior de la serie Assassin's Creed para estos dispositivos, Discovery también es un 2.5D side-scroller.

### Assassin's Creed: Project Legacy (2010)
Assassin's Creed: Project Legacy fue un juego para Facebook diseñado para promocionar el videojuego Assassin's Creed: La Hermandad. Salió con el set de memorias Las Guerras Italianas.
Al publicarse Assassin's Creed: La Hermandad se incluyó la secuencia de memoria Roma, y cuando fue publicado el juego Assassins Creed: Revelations se incluyó la secuencia de memorias Ciencia Divina.
Nada más entras en el juego, Abstergo manda unos cuestionarios. Al tiempo de responderlos, se recibe una respuesta, haciendo que el jugador se una a Abstergo y entre al Animus.

### Assassin's Creed III: Liberation (2012)
Transcurre en el año 1765. Mientras en el norte se desarrollan los eventos que desembocarán en la revolución de los Estados Unidos, las fuerzas españolas planean tomar el control de Luisiana, en el sur, aunque todavía deben enfrentarse a Aveline de Grand Pré, una Asesina letal que utilizará todas las armas y habilidades de su arsenal para liberar su tierra y a los suyos.
Aveline causa el pánico entre los que se interponen en su camino, ya sea eliminando a sus enemigos sigilosamente con asesinatos a cámara lenta o haciendo que caigan en trampas mortales. Aveline pronto se encontrará embarcada en una aventura que la llevará de las calles abarrotadas de Nueva Orleans, a pantanos hechizados por el vudú o a antiguas ruinas mayas. Mientras lucha tanto por su libertad como por la de sus conciudadanos, desarrollará un papel crucial en el agitado nacimiento de una nueva nación.
Diseñado para el sistema PlayStation Vita, aprovecha todas las ventajas del panel táctil trasero y la pantalla táctil, de la función de sensor de movimiento y de la cámara del sistema PlayStation®Vita para ejecutar asesinatos a cámara lenta, robar a tus víctimas sin que se den cuenta o perseguir a tus enemigos en canoa.

### Assassin's Creed: Pirates (2013)
Situado en 1716, trata las aventuras del pirata Alonzo Batilla en su búsqueda del tesoro del corsario La Buse, a la vez que se involucra en el conflicto milenario de la Orden de los Asesinos con la Orden de los Templarios. A lo largo de su camino, Alonzo se encontrará con famosos bucaneros como Barbanegra, Bellamy y Hornigold, además de verse atrapado en medio de la lucha ancestral entre Asesinos y Templarios.

### Assassin's Creed: Identity (2014)
Assassin's Creed Identity es un juego para dispositivos iOS y Android que se lanzó en todo el mundo el 25 de febrero de 2016. Es un juego de rol 3D en tercera persona. Tuvo un lanzamiento suave en Australia y Nueva Zelanda en 2014.

### Assassin's Creed: Chronicles (2015)
Assassin's Creed: Chronicles es una saga secundaria de la saga Assassin's Creed. Está formada por las entregas Assassin's Creed Chronicles: China, Assassin's Creed Chronicles: India y Assassin's Creed Chronicles: Rusia.
El juego será diferente estilísticamente de la mayoría de las entradas anteriores de la serie, que se fijó en la versión 2.5D como Assassin's Creed II: Discovery.

### Assassin's Creed: Rebellion (2018)
Assassin's Creed Rebellion es un juego disponible para descargar desde la App Store o Play Store desarrollado por Ubisoft y Behaviour Interactive que se lanzó el 21 de noviembre de 2018, es el RPG de estrategia para dispositivos móviles. Esta edición reúne a los Asesinos en una sola Hermandad contra los Caballeros templarios y la opresión en España.

### Assassin's Creed: Infinity (TBA)
Este juego consiste en distintas historias relacionadas con la trama de la saga, similar a los recuerdos de Helix de Assassin's Creed: Unity. Solo tres recuerdos se han confirmado hasta el momento: Uno va sobre el Sacro Imperio Romano Germánico, otro está ambientado en el Japón feudal y el último es un multijugador de ambientación desconocida por el momento.

### Assassin's Creed: Code Jade(TBA)
Éste juego es una aplicación para móviles. La ambientación del título va sobre la China imperial durante la Guerra Asesino-Templaria.

## Películas y cortometrajes

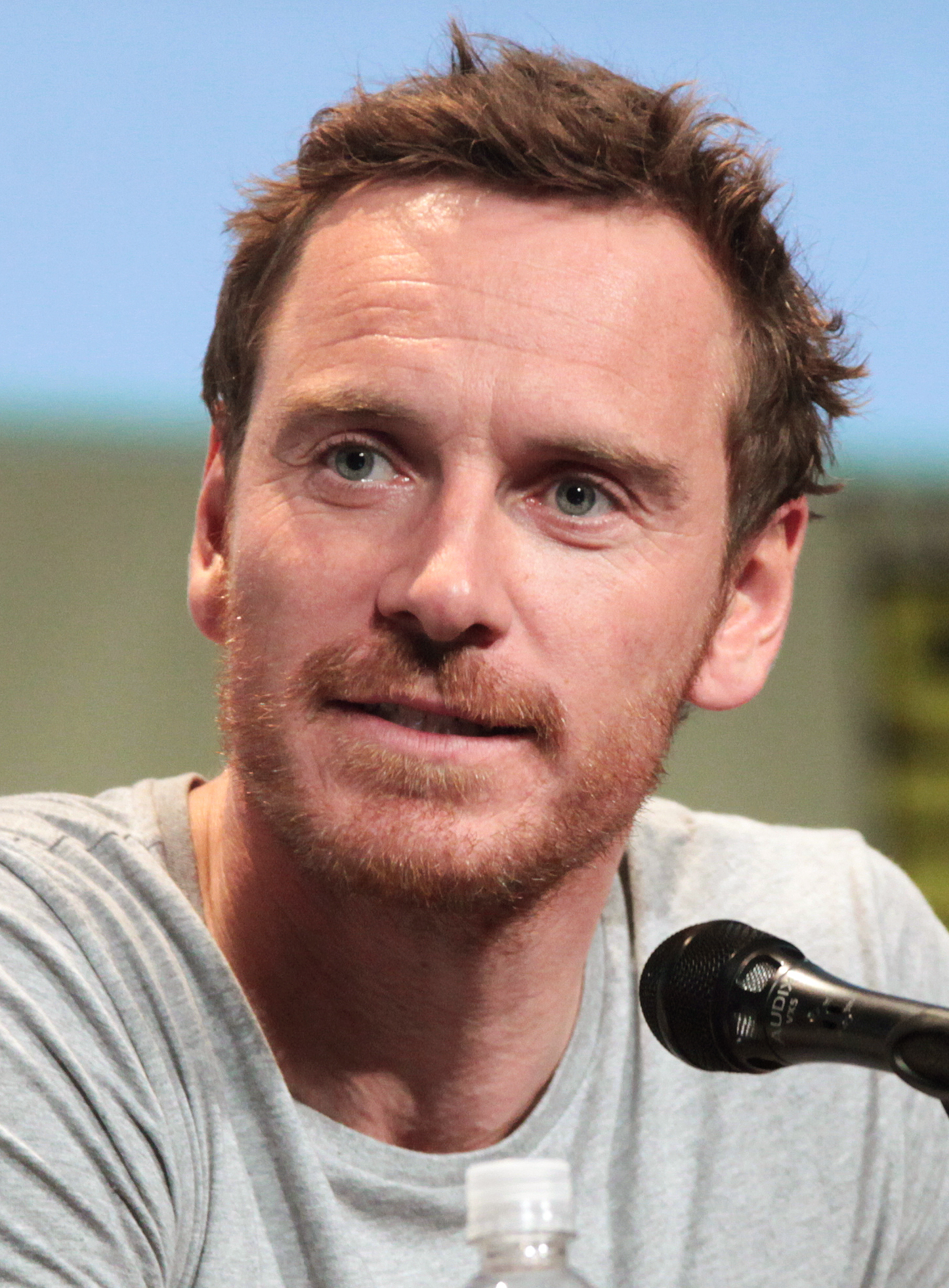
Michael Fassbender interpreta al asesino Aguilar de Nerja y a su descendiente Callum Lynch en la adaptación cinematográfica de 2016.

### Assassin's Creed: Lineage
Assassin's Creed: Lineage es una serie de tres episodios de acción real que narran la historia de Giovanni Auditore, padre de Ezio Auditore, protagonista de Assassin's Creed II, Assassin's Creed: Brotherhood y Assassin's Creed: Revelations. La historia de estos cortos tiene lugar meses antes del inicio del segundo juego. Los episodios fueron hechos por Ubisoft y el primer episodio fue lanzado el 26 de octubre de 2009 en YouTube. Las películas tienen el objetivo de promoción para el juego, así como un intento de Ubisoft para hacer su primer paso en la industria del cine. Los tres episodios de 10 minutos pueden verse seguidos como si se tratase de uno solo de 30.

### Assassin's Creed: Ascendance
Assassin's Creed: Ascendance es un corto de animación que forma parte en el universo del videojuego Assassin's Creed, este corto cuenta la historia de cómo César Borgia asciende al poder. Tiene lugar como prólogo del juego de Assassin's Creed: La Hermandad.

### Assassin's Creed: Embers
Assassin's Creed: Embers es una película de animación que forma parte en el universo del videojuego Assassin's Creed. Esta película cierra la saga de Ezio dentro de la historia.

### Assassin's Creed
Es el primer largometraje de acción real de la franquicia y se estrenó el 23 de diciembre de 2016. La cinta fue dirigida por Justin Kurzel, producida por New Regency Productions y protagonizada por Michael Fassbender, Marion Cotillard y Jeremy Irons. El 4 de septiembre de 2014 se confirmó que la película tomaría lugar en España, durante la Inquisición, y que Michael Fassbender asumiría un papel doble: el del Asesino español Aguilar de Nerja (originalmente bautizado Aguilar de Algarrobo) y el de su descendiente en la actualidad, Callum Lynch. Al tener un lugar, tiempo y protagonista diferentes a los del videojuego original, los realizadores esperaban explorar nuevas historias dentro de la hermandad de los Asesinos.
En agosto de 2015 se presentó la sinopsis y la primera imagen oficial de Michael Fassbender como Callum Lynch.

## Libros y novelas

### Assassin's Creed: Renaissance
Assassin's Creed: Renaissance es una novela escrita por Oliver Bowden basada en el videojuego de 2009 Assassin's Creed II.
La novela fue publicada en el Reino Unido el 26 de noviembre de 2009, seis días después de la publicación de Assassin's Creed II, y en Estados Unidos salió a la venta el 23 de febrero de 2010, mientras que en España salió el 14 de septiembre de 2010.

### Assassin's Creed: Brotherhood
Assassin's Creed: Brotherhood es una novela basada en el juego del mismo nombre, lanzado el 25 de noviembre de 2010. Fue escrito, una vez más, por Oliver Bowden, es una secuela directa de Assassin's Creed: Renaissance.

### Assassin's Creed: The Secret Crusade
Assassin's Creed: The Secret Crusade, conocida en España como Assassin's Creed: La Cruzada Secreta, es una novela escrita por Oliver Bowden que salió a la venta en Reino Unido el 23 de junio de 2012, mientras que en Estados Unidos salió el día 28 del mismo mes; en ambos países fue publicada por Penguin Books.
Narra desde el punto de vista de Niccolò Polo los sucesos de Assassin's Creed, Assassin's Creed: Bloodlines, y nuevos acontecimientos que fueron incluidos en Assassin's Creed: Revelations el 15 de noviembre de ese año. La versión española fue publicada por La esfera de los Libros el 15 de mayo de 2012, siendo traducida por Noemí Risco.

### Assassin's Creed: Revelations
Assassin's Creed Revelations es una novela escrita por Oliver Bowden basada en el juego superventas de Ubisoft, publicada en el 24 de noviembre de 2011 en inglés, y el 5 de febrero de 2013 en España por la editorial La Esfera de los Libros bajo el nombre de Assassin's Creed: Revelaciones.
La historia trata de que Ezio Auditore sigue los pasos del legendario mentor Altair Ibn-La'Ahad, en un viaje de descubrimientos y revelaciones. Es un viaje peligroso que llevará a Ezio a Constantinopla, corazón del Imperio Otomano, donde un ejército Majunche amenaza con desestabilizar la región y, además, debe abrir la biblioteca de los Asesinos, cerrada por 5 llaves repartidas por toda Constantinopla.

### Assassin's Creed: Forsaken
Assassin's Creed: Forsaken es una novela escrita por Oliver Bowden, que se publicó el 4 de diciembre de 2012. La novela es una adaptación de la trama principal del videojuego Assassin's Creed III, aunque hace enfasís en los extractos del diario de Haytham Kenway.

### Assassin's Creed: Black Flag
Es la precuela de Assassin's Creed III. Su temática gira en torno a la piratería en El Caribe en el siglo XVIII, en la llamada Edad de oro de la piratería. La historia principalmente se basa en el asesino y pirata Edward Kenway y su historia.

### Assassin's Creed: Unity
La historia gira alrededor de Arno Victor Dorian. Una aventura única en la cual vivirás la Revolución Francesa en primera persona con un modelado de la París revolucionaria del siglo XVIII increíble.

### Assassin's Creed: Underworld
La temática gira alrededor de Jayadeep Mir, conocido como Henry Green en Syndicate, para conocer su historia dentro de la revolución industrial.

### Assassin's Creed: Desert Oath
Es una novela escrita por Oliver Bowden escrita a modo de precuela de Assassin's Creed: Origins.

### Assassin's Creed: Heresy
Assassin's Creed: Heresy es una novela escrita por Christie Golden y publicada por Ubisoft Publishing que salió a la venta el 15 de noviembre de 2016 en Estados Unidos, y narra las aventuras de Juana de Arco, Gabriel Laxart y Simon Hathaway.

## Historietas

### Assassin's Creed: The Fall
Assassin's Creed: The Fall es una miniserie de historietas escrita por Cameron Stewart y Karl Kerschl y publicada por WildStorm. La miniserie, que consiste de tres números, cuenta el viaje del Asesino ruso Nikolai Orelov durante finales del siglo XIX y comienzos del siglo XX, cuyas memorias genéticas son vistas por el descendiente vivo actualmente, Daniel Cross, gracias a una versión natural del efecto sangrado.

### Assassin's Creed: The Chain
Assassin's Creed: The Chain es una novela gráfica que fue publicada a finales de 2011 por DC Comics y que continúa la historia de Assassin's Creed: The Fall, con el protagonista siendo Daniel Cross, reviviendo las memorias genéticas del Asesino ruso de finales del siglo XIX, Nikolai Orelov.

### Assassin's Creed: Brahman
Assassin's Creed: Brahman es una novela gráfica publicada por Ubiworkshop el 30 de octubre de 2013 por el escritor Brender Fletcher junto con los artistas Cameron Stewart y Karl Kerschl, quienes trabajaron en las novelas previas: Assassin's Creed: The Fall y Assassin's Creed: The Chain.
La historia de Assassin´s Creed: Brahman tiene lugar en la India en 1839 con el Asesino Arbaaz Mir y su antecesor en los tiempos modernos Jot Soora.

### Assassin's Creed: 1 Desmond
Assassin's Creed 1: Desmond es una historieta «no-canon», distribuida solo en Francia y Canadá hasta finales de 2012. En noviembre salió a la venta en España, de la mano de la editorial Planeta DeAgostini. Narra los eventos entre Assassin's Creed y Assassin's Creed II. Posteriormente se hizo una secuela llamada Assassin's Creed 2: Aquilus.

### Assassin's Creed: 2 Aquilus
Assassin's Creed 2: Aquilus es una historieta distribuida únicamente en Canadá y Francia hasta diciembre de 2012, cuando Planeta DeAgostini la puso a la venta en España. Es la secuela de Assassin's Creed 1: Desmond, y continúa la historia del Asesino Aquilus.

### Assassin's Creed: 3 Accipiter
Assassin's Creed 3: Accipiter es una historieta distribuida únicamente en Canadá y Francia. Es la secuela de Assassin's Creed 1: Desmond y Assassin's Creed 2: Aquilus, y relata la historia del primo alamán de Aquilus, Accipiter, el cual también tiene contacto con el Fragmento del Edén.

### Assassin's Creed 4: Hawk
Assassin's Creed 4: Hawk es una secuela de las tres anteriores que salió a la venta el 16 de noviembre de 2012 en Francia y posteriormente su versión en español. Esta entrega lleva a Egipto, como indicaba el archivo que entregó Desmond en Monteriggioni a Hawk.

### Assassin's Creed 5: El Cakr
Assassin's Creed 5: El Cakr es el quinto volumen de la serie de historietas de Assassins Creed, lanzado el 31 de octubre de 2013, tras el lanzamiento oficial de Assassin's Creed IV: Black Flag.
El Cakr se centra en la historia de Jonathan Hawk y continúa desde Assassin's Creed 4: Hawk, ya que explora los recuerdos de su antepasado Numa Al'Khamsin, también conocido como El Cakr, un miembro de la Hermandad egipcia de asesinos durante los mediados del siglo XIV.

### Assassin's Creed 6: Leila
Assassin's Creed 6: Leila es el sexto volumen de las historietas francesas de Assassin's Creed, publicado el 31 de octubre de 2014 antes del lanzamiento oficial de Assassin's Creed: Unity y Assassin's Creed: Rogue.
Assassin's Creed 6: Leila continua con la historia no canon de Jonathan Hawk, quien explora las memorias genéticas de su antepasado Numa Al'Khamsin, también conocido como "El Cark", un miembro de los Asesinos egipcios durante la mitad del siglo XIV. Este es el último volumen de la historia egipcia.

## Cancelados

### Assassin's Creed: Lost Legacy
Assassin's Creed: Lost Legacy es un juego de Ubisoft realizado para la nueva Nintendo 3DS, que saldría a la venta en el transcurso de 2011, pero fue cancelado por la salida del videojuego Assassin's Creed: Revelations.

### Assassin's Creed: The Invisible Iman
Assassin's Creed: The Invisible Iman es un libro escrito por Steven Barnes e iba a ser el primer libro de una trilogía. El editor Marco Palmieri mostró gran interés en el libro antes de que fuese cancelado. El protagonista de la novela iba a ser un hombre llamado Abdul Wahid, que comienza una búsqueda de venganza por la muerte de sus padres.